# 청안로 (인천)
청안로(Cheongan-ro)는 인천광역시 부평구 청천동에서 계양구 효성동까지 이르는 인천광역시도로, 총 연장은 400m이다. 

## 유래
청천동에서 안아지마을(옛 지명)로 넘어가는 도로임을 반영하는 것에서 유래되었다.

## 역사
- 2009년 7월 6일 : 도로명으로 청안로를 고시

## 주요 경유지
- 부평구
  - 청천1동
- 계양구
  - 효성2동

## 접촉하는 도로
- 평천로
- 부평북로
- 청천마차로
- 아나지로 (국도 제6호선, 국도 제77호선)

## 주변 건물 및 시설
- 인향아파트 (청안로 8/청천동 377-9)
- 지성금형 (청안로 31/효성동 620-2)
- 미중테크 (청안로 36/효성동 608-8)
- 케이소닉 (청안로 36-1/효성동 608-7)
- 광성기업 (청안로 38/효성동 608-6)
- 도일씽크 (청안로 40/효성동 608-5)

## 특이 사항
- 해당 도로는 경인고속도로로 인해 주부토로, 장제로와 비슷하게 고가교로 놓여 있다.